# Scaldas
Lo scaldas eran antiguos poetas escandinavos, que en Islandia, Noruega, Dinamarca y Suecia, cantaban los misterios de la religión, las aventuras de los dioses, y las expediciones y hazañas de los reyes y guerreros.